# Zeltnera breviflora
Zeltnera breviflora är en gentianaväxtart som först beskrevs av Lloyd Herbert Shinners, och fick sitt nu gällande namn av G.Mans.. Zeltnera breviflora ingår i släktet Zeltnera och familjen gentianaväxter. Inga underarter finns listade i Catalogue of Life.